# 宮燈姐姐

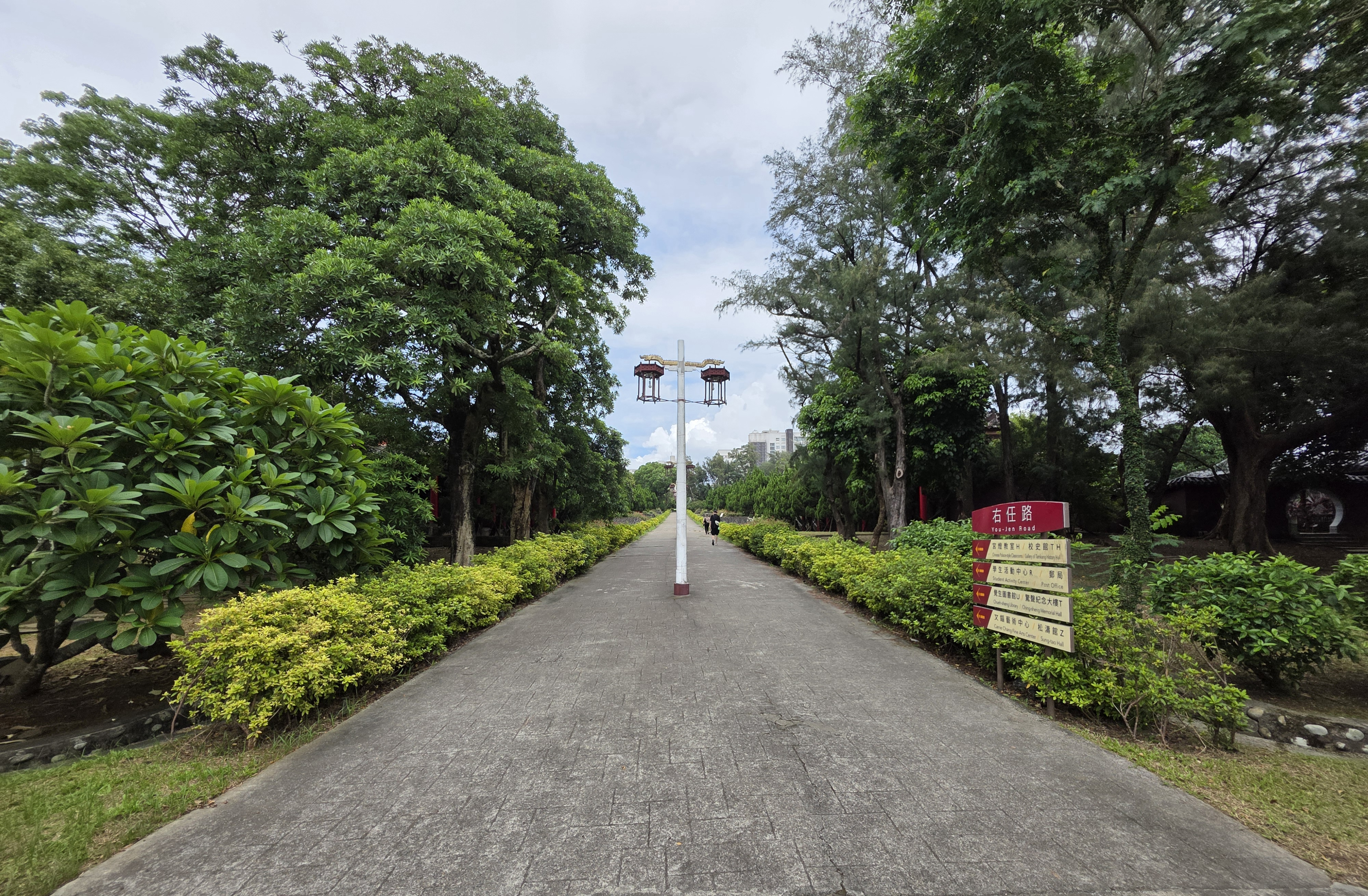
淡江大學右任路「宮燈大道」，即宮燈姐姐故事的傳說地點。

宮燈姐姐，是流傳於台灣淡江大學的都市傳說，據說有一個被男友拋棄而在校園裡的宮燈大道自殺的女性徘徊在當地。

## 傳說
傳說中，宮燈姐姐原本也是淡江大學的學生，她跟一個男學生交往時受到父母反對，因此打算私奔，可是到了約定好的時間時，卻遲遲等不到男方的出現，以為自己被拋棄的她傷心之餘、在約定地點的宮燈大道第三盞路燈下自殺結束了生命，但在那之後，開始會有學生在午夜十二點經過那個地點時，被不知名的美麗女子搭話詢問時間，如果學生回頭或回答的話，往往會發現身後沒有人、或是回神過來時發現自己在那個地點昏睡了一整晚，有人認為是當初那個女學生的靈魂至今仍徘徊在那裡，等待男方的出現。

## 其他

### 版本
關於宮燈姐姐的死法，有很多種版本，如上吊、撞燈、投池自盡等，據說她的靈魂還會化為一隻黑鳥，攻擊路過的負心漢，其中關於投池而死的說法，則被認為是過去活動中心附近的情人湖發生溺水意外而填土後跟宮燈姐姐的傳說結合起來的。

### 驗證
對於宮燈姐姐的傳說，有人自稱是該校專門保養宮燈大道的職員的親戚表示，當地從過去以來便沒有發生過任何意外事件，不明白為何會有這種傳言、也有命理學家聲稱宮燈姐姐已經轉世。

### 雕像
日前淡江大學曾從姊妹校那裏收到一座女子看手錶的旅人雕像，被認為跟傳說中宮燈姐姐的形象很像、提議遷至宮燈大道，但至今該雕像仍放在宿舍前。